# Bounty (bilmærke)
 For alternative betydninger, se Bounty. (Se også artikler, som begynder med Bounty)
Bounty er et britisk bilmærke.

## Historie
I 1999 grundlagde Mel Hubbard firmaet Manxbuggies i Dartford i grevskabet Kent. Firmaet startede med at fremstille biler og kits under varemærker såsom Bounty og Manx. Senere flyttede firmaet til Wisbech, Cambridgeshire. Fra 2003 fortsatte East Coast Manx fra Uppingham, Rutland produktionen under ledelse af Rob Kilham. I 2007 flyttede firmaet igen, denne gang til King's Lynn i Norfolk.

## Modeller
Mærkets eneste model hedder Hunter, og er i alt blevet produceret i 8 eksemplarer. Denne VW-Buggy kan spores tilbage til en konstruktion af Brian Dries, som blev fremstillet i Californien mellem 1969 og 1971. Modellen er bygget på platformen fra Volkswagen Type 1, som er afkortet 37 cm.